# Hačapuri
Hačapuri (gruzijski: ხაჭაპური sir + kruh) je tradicionalno gruzijsko jelo - kruh sa sirom, koji se jede kao brza hrana.
Jelo je popularno u Gruziji i unutar država bivšeg SSSR-a. U gruzijskim regijama postoje različite inačice, koje se pripremaju od tipičnih regionalnih sastojaka, npr. ačaruli hačapuri u obliku brodića s dodatkom jaja, imeruli hačapuri, koji je okruglog oblika, i dr.
Kruh se priprema od dizanog tijesta. Nakon dizanja, tijesto se razvalja i puni dodacima kao što su: sir, jaja, kiselo vrhnje, češnjak i prema različitim inačicama drugi dodaci. Punjeno tijesto zatim se peče u natkrivenoj vreloj tavi i premaže maslacem.
Hačapuri se prodaje u manjim trgovinama, bistroima i restoranima brze hrane.